# Xanthopimpla levis
Xanthopimpla levis là một loài tò vò trong họ Ichneumonidae.